# 記念銀貨
記念銀貨（きねんぎんか）とは、国家的な行事において発行される記念貨幣のうち、銀を素材とする貨幣を言う。基本的には流通を目的としない収集家向けの貨幣で本位銀貨としてではなく、現在においては何れも収集型銀貨として鋳造されている。
日本では東京オリンピックの記念硬貨として1964年に100円と1000円の銀貨幣が補助貨幣（臨時補助貨幣）として鋳造されたのが最初であるが、歴史的に見てみると、イギリスでは国王の即位、永年治世記念にはクラウン銀貨が記念貨幣として発行されているし、デンマークにおいても国王の即位に関しては継続して記念銀貨が発行された。また、ドイツでは、戦後1952年記念の5マルク銀貨を発行している。
このように諸外国では19世紀以来、記念硬貨は記念銀貨として発行されることが多かった。従来金貨は本位貨幣としての鋳造が主であり、現在のような収集型金貨の概念は無かったため、貨幣価値が高すぎ、多くの発行枚数を確保できない記念金貨の発行は過去においては、例が少ない。これに対し銀貨は適当な貨幣価値で記念貨幣に最も適したものとして多く発行された。もちろん初期の記念銀貨は、一部の贈呈用のプルーフ硬貨を除き、あくまでも流通を考慮して発行されたため、状態の悪いものも多く存在する。日本のオリンピック百円銀貨も8000万枚の発行ということで、しばらくは通常貨に混じって流通していた。
記念銀貨は、王室の慶事、偉人の周年記念、オリンピック、サッカーのワールドカップ、万国博覧会などで発行されることが多いが、他には、完全に収集家向けに動物や乗り物の硬貨をシリーズで発行している国もある。
日本では最近この手の記念銀貨は、ほとんどがプルーフ貨幣としてケース入りでプレミアムが付いた価格で販売され、2003年(平成15年)以降には原則として彩色を施したカラーコインとして存在する。